# Museo Interactivo de la Música de Málaga
El Museo Interactivo de la Música Málaga (MIMMA) fue creado en 2003 y consta de más de 1000 instrumentos de diferentes épocas, países y culturas; lo que lo convierte en una de las colecciones privadas más completas de España, por su variedad además de por su dimensión.
El museo se encuentra en el Palacio del Conde de las Navas de la Calle Beatas, en pleno centro histórico de la ciudad. Esta nueva instalación inaugurada en 2013 sustituye al anterior emplazamiento subterráneo de la Plaza de la Marina cuando se abrió en 2002.

## Características
La característica principal del museo es que permite la interactividad de visitante a la vez que organiza actividades de divulgación musical a lo largo de su espacio expositivo. Como ejemplo de ello, el cartel “Se ruega tocar – Please, play” anima al público a aprender por medio de la propia experimentación física.
Con el objetivo de propiciar un acercamiento del público a la experiencia musical se ofrece un circuito en el que el visitante interactúa con el museo mediante paneles explicativos, sistemas gráficos, entradas de audio, estaciones interactivas, espacios multimedia, experimentos musicales, escenografías y, por supuesto, instrumentos musicales se ruega tocar, que le inician a la música y que le permiten organizar su propia visita.

## Colección MIMMA
La colección MIMMA está compuesta por alrededor de 400 instrumentos en exposición y más de mil en su totalidad. Es una selección representativa del panorama instrumental del mundo. Ofrece al público, mediante las tecnologías más avanzadas, todos los aspectos de la música, desde el significado del silencio hasta la transformación de la música en objeto de consumo. En cada espacio del recorrido expositivo, el visitante puede explorar una región cultural y reconocer las raíces de la música mediante estaciones interactivas de identidad musical.
Los instrumentos y objetos musicales en exposición están repartidos en nueve salas:
- 1. Orígenes de la Música. Esta sala nos remite a la naturaleza y a los principios musicales de la humanidad.

- 2. Sala de Física del Sonido. Al adentrarse en el museo, el visitante reflexiona sobre el significado del sonido, que se hace visible a través de la representación visual de las ondas sonoras del osciloscopio y otras representaciones audiovisuales.

- 3. Cronología Musical y Músicas del Mundo. En este espacio se pueden estudiar dos facetas de la música: la historia de la música a través de sus periodos, y las diferencias y similitudes musicales de los cinco continentes.

- 4. Sala de las Sensaciones. En este espacio se pretende que el visitante reflexione sobre la importancia del sonido y la música en nuestra vida y cómo estos elementos pueden repercutir en nosotros física y psicológicamente.

- 5. Etnomusicología. En este sector se dan a conocer las diferentes culturas musicales que pueblan o han poblado nuestro planeta y caracterizan a cada pueblo.

- 6. Músicas de Andalucía. Como reconocimiento a la tierra que nos acoge se dispone de un espacio dedicado a la música de la cultura más próxima, que se divide en varios apartados: los Verdiales, con la exposición de los instrumentos y objetos verdialeros más destacados; el Flamenco, con un tablao para experimentar el taconeo de esta música; la historia musical de la ciudad de Málaga, que contó en su momento con dos fábricas de pianos (Juan López y López y Griffo); el taller del lutier, una de las zonas más originales del Museo, ya que en ella podemos descubrir el trabajo de los constructores de guitarra. Este espacio está cedido por la familia de luthieres Bellido, arraigada en Granada.

- 7. Organología I

- 7.1. Instrumentos Cordófonos. En este ámbito estudiamos los instrumentos musicales que producen sonidos al hacer vibrar sus cuerdas, ya sea pulsando, percutiendo o frotándolas.
- 7.2. Instrumentos Aerófonos. Tanto los instrumentos de viento madera como los de viento metal.

- 8. Organología II

- 8.1. Instrumentos de Percusión.
- 8.2. Instrumentos Electrófonos. La aparición del sintetizador representa un cambio radical en la historia de la evolución de los instrumentos.

- 9. Música Mecánica e Historia del Sonido Grabado.

- 9.1. Música Mecánica.
- 9.2. Historia del sonido grabado.
- 9.3. El Cine y la Radio. El espacio dedicado a la radio y al cine se asienta en todas las transformaciones que a lo largo del siglo XX la música ha sufrido para convertirse en objeto de masas y de las que estos medios han sido precursores.

## La educación en el Museo
La política educativa del Museo Interactivo de la Música está orientada a promover y desarrollar el interés de los diversos públicos por el patrimonio musical.